# The Stanley Brothers
The Stanley Brothers var en amerikansk bluegrassduo som bestod av bröderna Carter och Ralph Stanley. Carter spelade gitarr och sjöng huvudstämman medan Ralph spelade banjo och sjöng med en stark hög tenorröst. 
Gruppen upplöstes i och med Carters död 1966. The Stanley Brothers valdes in i International Bluegrass Music Hall of Fame 1992.

## Diskografi (urval)
Album
- 1958 – Country Pickin' and Singin'
- 1959 – The Stanley Brothers & the Clinch Mountain Boys
- 1959 – Mountain Song Favorites
- 1959 – Hymns and Sacred Songs
- 1959 – Everybody's Country Favorites
- 1960 – For the Good People
- 1960 – Sacred Songs from the Hills
- 1961 – The Stanleys in Person
- 1961 – Long Journey Home
- 1961 – Old Time Camp Meeting
- 1961 – Old Country Church
- 1961 – Live at Antioch College
- 1962 – Folk Song Festival
- 1962 – Award Winners
- 1962 – The Mountain Music Sound
- 1962 – Good Old Camp Meeting Songs
- 1963 – Country-Folk Music Spotlight	 King
- 1963 – World's Finest 5-String Banjo
- 1964 – Just Because
- 1964 – Hymns of the Cross
- 1965 – Songs of Mother and Home
- 1965 – Sing and Play Bluegrass Songs for You
- 1966 – Jacob's Vision
- 1966 – Bluegrass Gospel Favorites
- 1966 – A Beautiful Life
- 1968 – Over the Sunset Hill
- 1981 – Shadows of the Past
- 2004 – An Evening Long Ago: Live 1956

Singlar

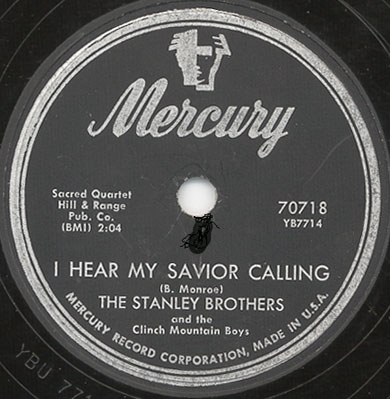
The Stanley Brothers' singel "I Hear My Savior Calling".

- 1947 – "Mother No Longer Awaits Me at Home" / "The Girl Behind the Bar"
- 1948 – "Little Maggie" / "The Little Glass of Wine"
- 1948 – "The Rambler's Blues" / "Molly and Tenbrooks"
- 1949 – "The Jealous Lover" / "Our Darling's Gone"
- 1949 – "The White Dove" / "Gathering Flowers for the Master's Bouquet"
- 1949 – "Little Glass of Wine" / "Let Me Be Your Friend"
- 1949 – "The Angels Are Singing (In Heaven Tonight)" / "It's Never Too Late"
- 1949 – "A Vision of Mother" / "Have You Someone (In Heaven Awaiting)"
- 1950 – "The Old Home" / "The Fields Have Turned Brown"
- 1950 – "Death is Only a Dream" / "I Can Tell You the Time"
- 1950 – "I Love No One But You" / "Too Late to Cry"
- 1950 – "We'll Be Sweethearts in Heaven" / "The Drunkard's Hell"
- 1950 – "Hey! Hey! Hey!" / "Pretty Polly"
- 1951 – "The Lonesome River" / "I'm a Man of Constant Sorrow"
- 1952 – "Sweetest Love" / "The Wandering Boy"
- 1952 – "Little Girl and the Dreadful Snake" / "Are You Waiting Just for Me?"
- 1952 – "Little Glass of Wine" / "Little Birdie"
- 1953 – "This Weary Heart You Stole Away" / "I'm Lonesome Without You"
- 1953 – "Say Won't You Be Mine" / "Our Last Goodbye"
- 1954 – "I Long To See The Old Folks" / "A Voice From On High"
- 1954 – "Memories Of Mother" / "Could You Love Me One More Time"
- 1954 – "Poison Lies" / "Dickson County Breakdown"
- 1954 – "Blue Moon of Kentucky" / "I Just Got Wise"
- 1954 – "Calling From Heaven" / "Harbor Of Love"
- 1955 – "Hard Times" / "I Worship You"
- 1955 – "So Blue" / "You'd Better Get Right"
- 1955 – "Lonesome And Blue" / "Orange Blossom Special"
- 1955 – "I Hear My Savior Calling" / "Just A Little Talk With Jesus"
- 1956 – "Nobody's Love Is Like Mine" / "Big Tilda"
- 1956 – "Baby Girl" / "Say You'll Take Me Back"
- 1957 – "I'm Lost, I'll Never Find The Way" / "The Flood"
- 1957 – "Fling Ding" / "Loving You Too Well"
- 1958 – "She's More To Be Pitied" / "Train 45"
- 1958 – "Midnight Ramble" / "Love Me Darling Just Tonight"
- 1959 – "Keep a Memory" / "Mastertone March"
- 1959 – "How Can We Thank Him" / "That Home Far Away"
- 1959 – "The Memory of Your Smile" / "Suwanee River Hoedown"
- 1959 – "The White Dove" / "Mother's Footsteps Guide Me On"